# Великий Любень
Вели́кий Любе́нь (укр. Вели́кий Лю́бінь) — посёлок (с 1964) во Львовском районе Львовской области Украины, в 22 км к юго—западу от Львова. Административный центр Великолюбенской поселковой общины.
Великий Любень (Любень-Великий, Любен-Великий) — бальнеогрязевой курорт Украины, в 10 км от г. Городок, и ≈ в 28 км к Ю-З от Львова, на окраине пос. Великий Любень (ж.-д. ст. Любень-Великий).
 Расположен на Волыно-Подольской возвышенности, на высоте 275 м над уровнем моря, в долине реки Верещица (приток Днестра). Большая часть территории курорта занята лесопарком (сосна, дуб, граб, бук и др.).
Население — 6,7 тыс. чел. (1996),
 4,4 тыс. жителей (1969).

## История
Впервые упоминания о Великом Любене относятся к XIII в.
По-разному эту местность называли когда-то — Любинегород, Любинец, позднее — Любин, Любень. Курортный городок является ровесником Львова.
Началом Великого Любеня принято считать упоминание в русских летописях г. Любинегорода, уничтоженного в 1241 г. галицким князем Даниилом Романовичем, который позже уже не отстраивался. После присоединения Червонной Руси к Польше окрестные земли стали собственностью польской короны. Владислав Ягайло отдал земли галицкому и рогатинскому старосте Николаю Параве, который в начале XV ст. основал здесь село Любень, населяя его осадниками (вышедшими в отставку жолнёрами польской армии) с Руси и Мазовии.
Здесь жили и свободные поселенцы, которые исполняли воинскую повинность. В селе был построен замок, вокруг которого насыпали вал и вырыли глубокий ров. Ещё и теперь в поселке есть урочище под названием Замчиско.
В Великом Любене расположен бальнеологический и кардиологический курорт, санаторий. Основной лечебный фактор — сероводородная вода, аналог «Мацесты» (используются с XVI в.) и минерализованная сероводородная торфяная грязь. Данный курорт является одним из самых старых на территории Европы.
 Его сероводородные воды были описаны ещё личным врачом польского короля Стефана Батория, краковским учёным Войцехом Очком в трактате (1578 год), посвященном бальнеологическому лечению. В конце XVI века здесь была построена примитивная лечебница. Стационарный санаторий функционирует с 1778; в конце XVIII века в Любене-Великом лечились «приезжие гости». В 1798 году львовский врач К. Крочкевич в специальной брошюре описал лечебные источники Любеня. Однако курорт почти не развивался, больные купались в примитивных бассейнах. Лишь в конце XIX века частные владельцы Любеня Великого начали строить помещения для лечения минеральными ваннами и торфяной грязью, а также пансионаты.
 После воссоединения Западной Украины с УССР курорт стал народным достоянием.
В посёлке находятся также спирто-крахмальный комбинат, отделение Украинского НИИ рыбного хозяйства и опытная станция рыбного хозяйства.

## Климат
Климат умеренный континентальный. Зима умеренно мягкая (в январе среднемесячная температура −4 −5 °C); характерны оттепели; снежный покров неустойчив. Лето тёплое, преобладают ясные, солнечные погоды (в июле — 18…20 градусов). Осень тёплая, сухая. Осадков ок. 700 мм в год, максимум — в июне — июле. Число часов солнечного сияния — ок. 1500 в год.

## Курорт

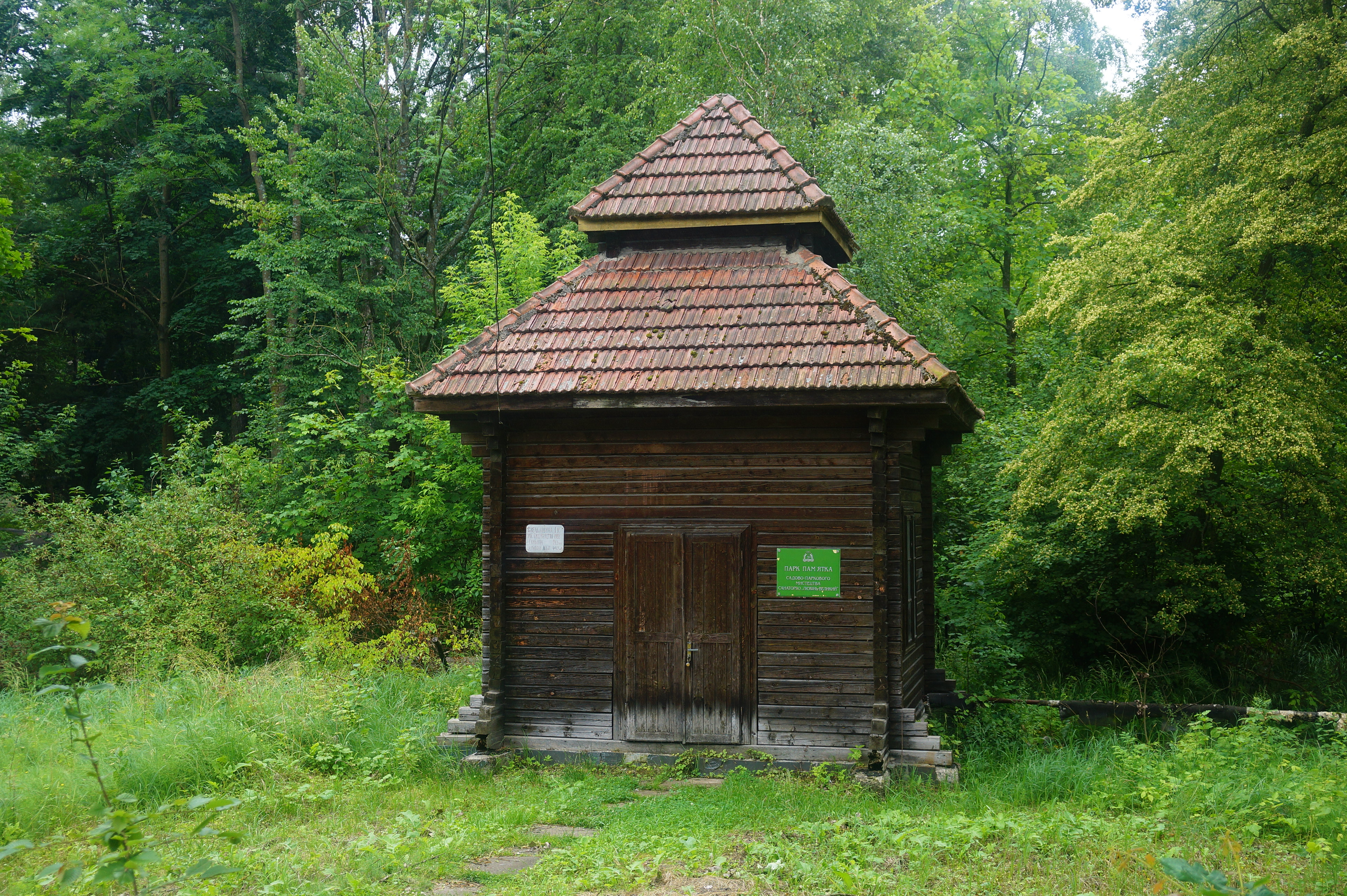
Скважина 1-К курорта «Любень Великий»

На курорте имеется 4 мин. источника (сут. дебит св. 350 м3), вода которых относится к сульфидным сульфатно-гидрокарбонатным кальциевым с минерализацией от 2,1 до 2,5 г/л и содержанием сероводорода от 50 до 122 мг/л. Воду используют для ванн, ингаляций и орошений. Наряду с мин. водами широко применяют торфяную грязь, добываемую из торфяников в окрестностях курорта. Грязь отличается высокими терапевтическими качествами, содержит значительное количество сероводорода. Кроме того, применяют климатотерапию, леч. физкультуру, искусственные углекислые ванны, физиотерапевтические процедуры и др.
На курорте осуществляется лечение больных с заболеваниями органов кровообращения, движения и опоры, периферической нервной системы. Функционируют профсоюзный санаторий (660 мест), бальнеогрязелечебница. В парке имеется бассейн для купаний, вокруг него оборудованы площадки для климатотерапии. Организовано амбулаторно-курсовочное лечение.

## Достопримечательности
- Краеведческий музей
- Дворец Бруницкого (1845 г.)
- Парк XVII в. (5 га)
- Аллея вековых лип
- Костёл Богоматери Ченстоховской (1930—37 гг.)
- Православная церковь Святителя и чудотворца Николая (1993 г.)
- Греко-католическая Николаевская церковь (2000 г.)
- Памятник Т. Г. Шевченко

Для отдыхающих также представляют интерес экскурсии по живописным окрестностям курорта (рядом в с. Оброшино имеется дендропарк), посещение древнего Звенигорода, поездки во Львов, богатый архитектурно-историческими памятниками и др.

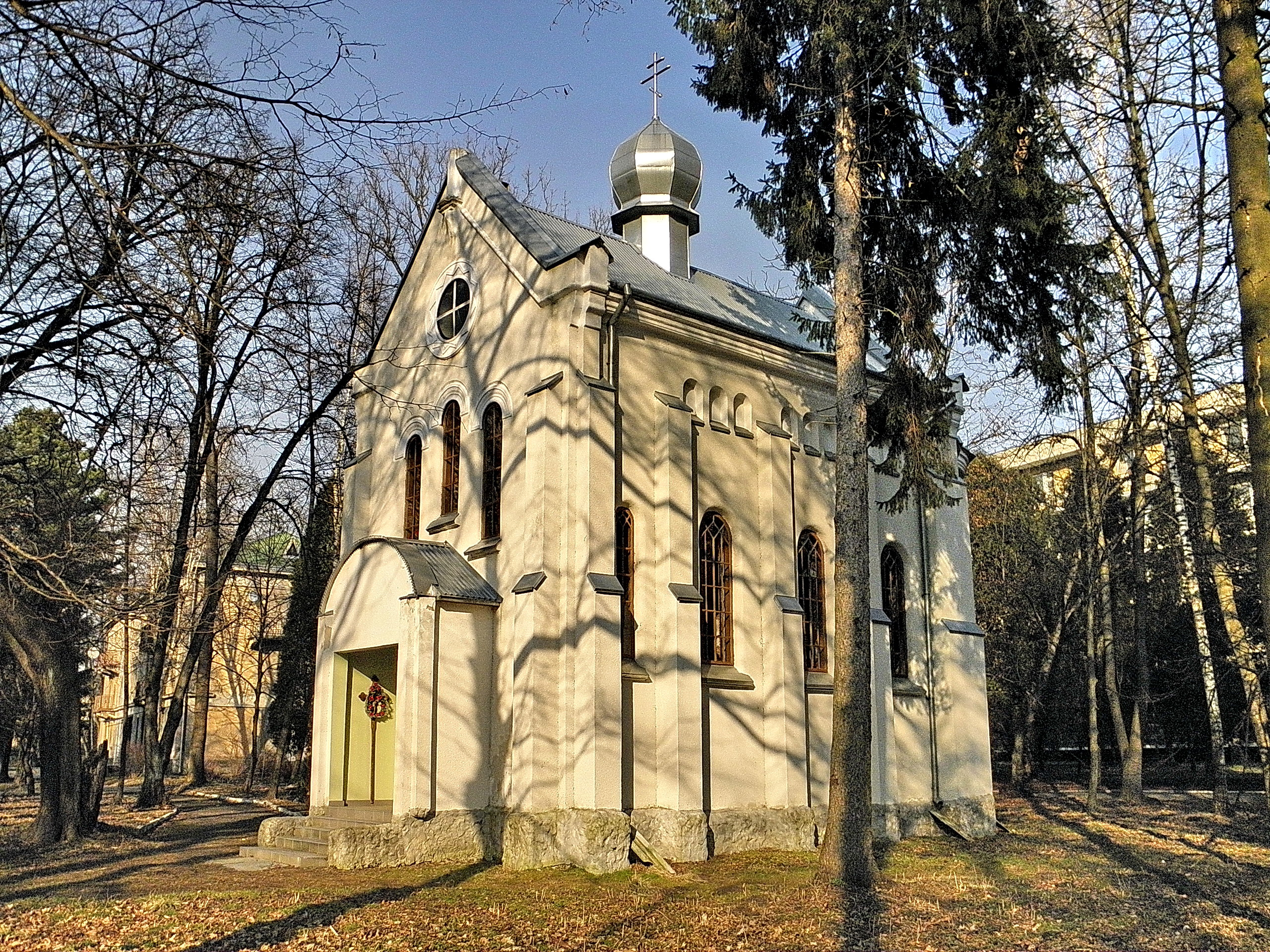
Часовня
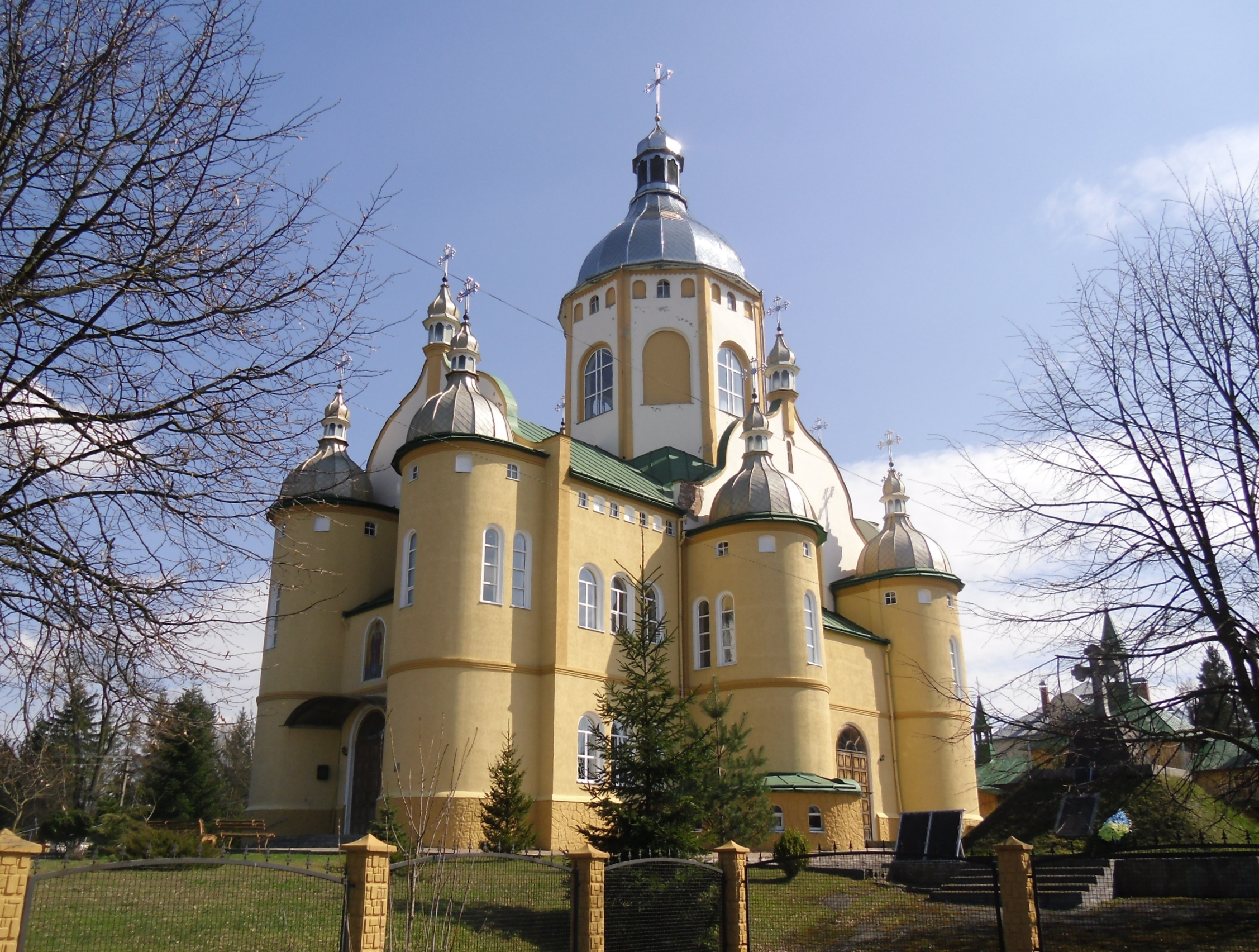
Свято-Николаевская церковь
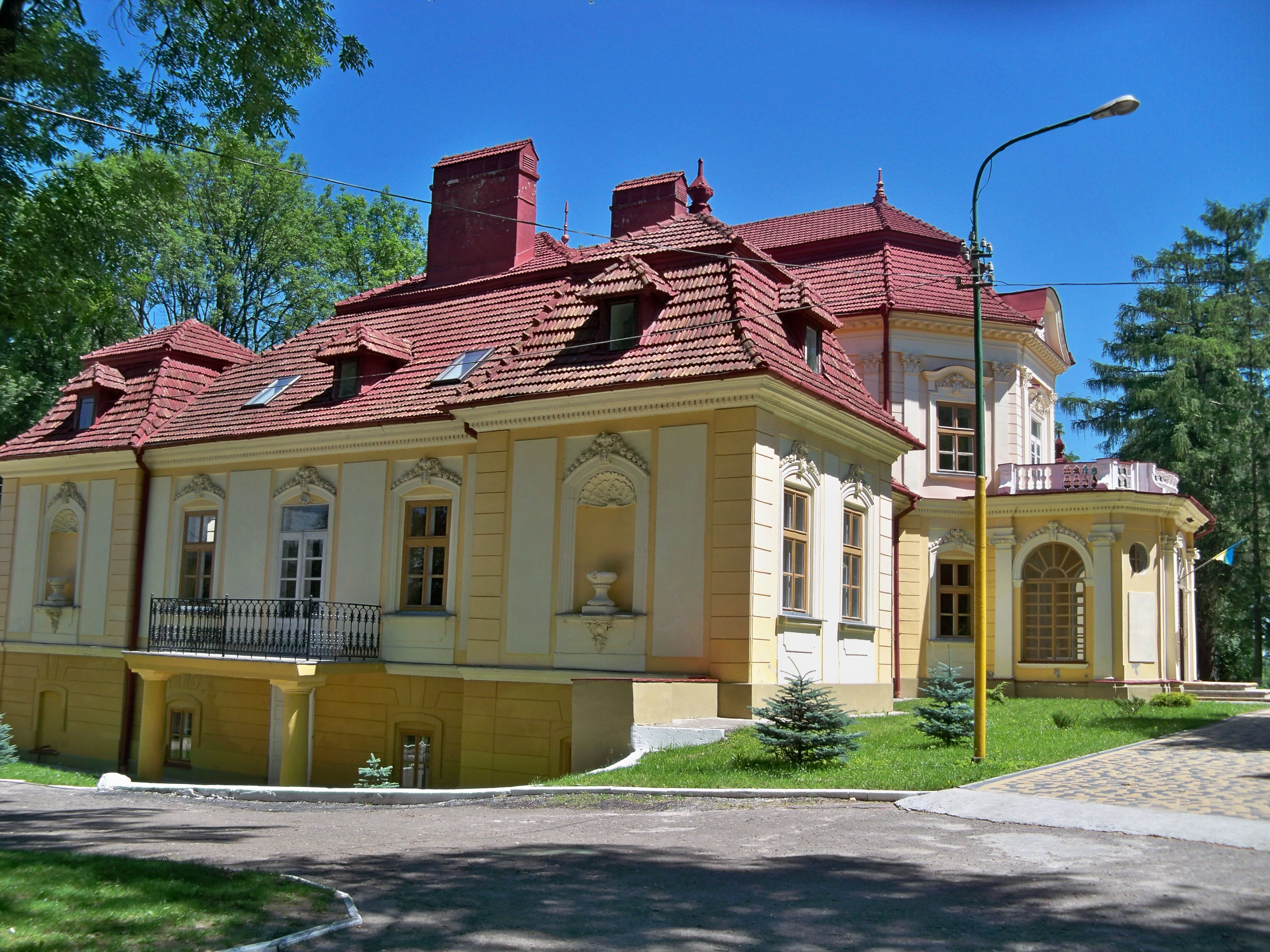
Дворец Бруницкого
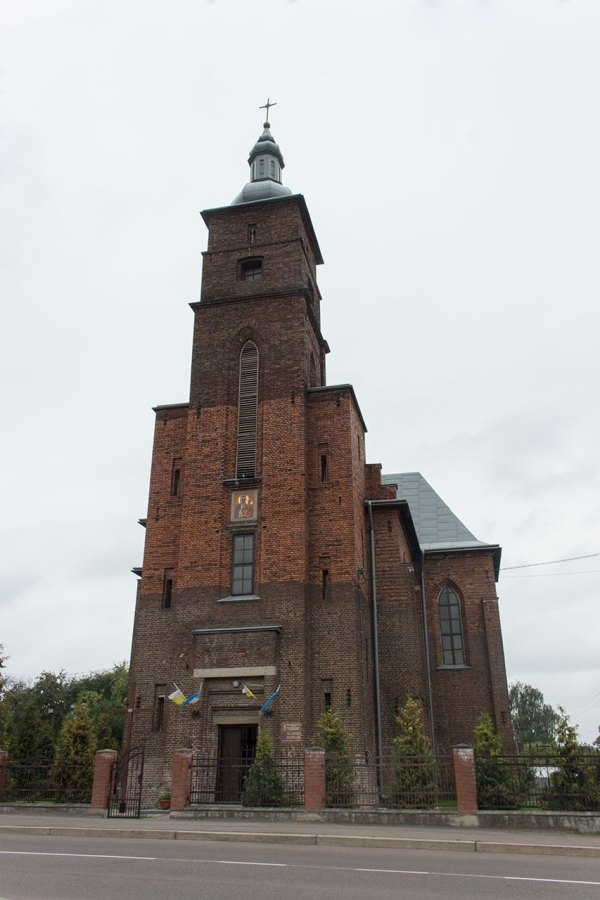
Костёл Богоматери Ченстоховской
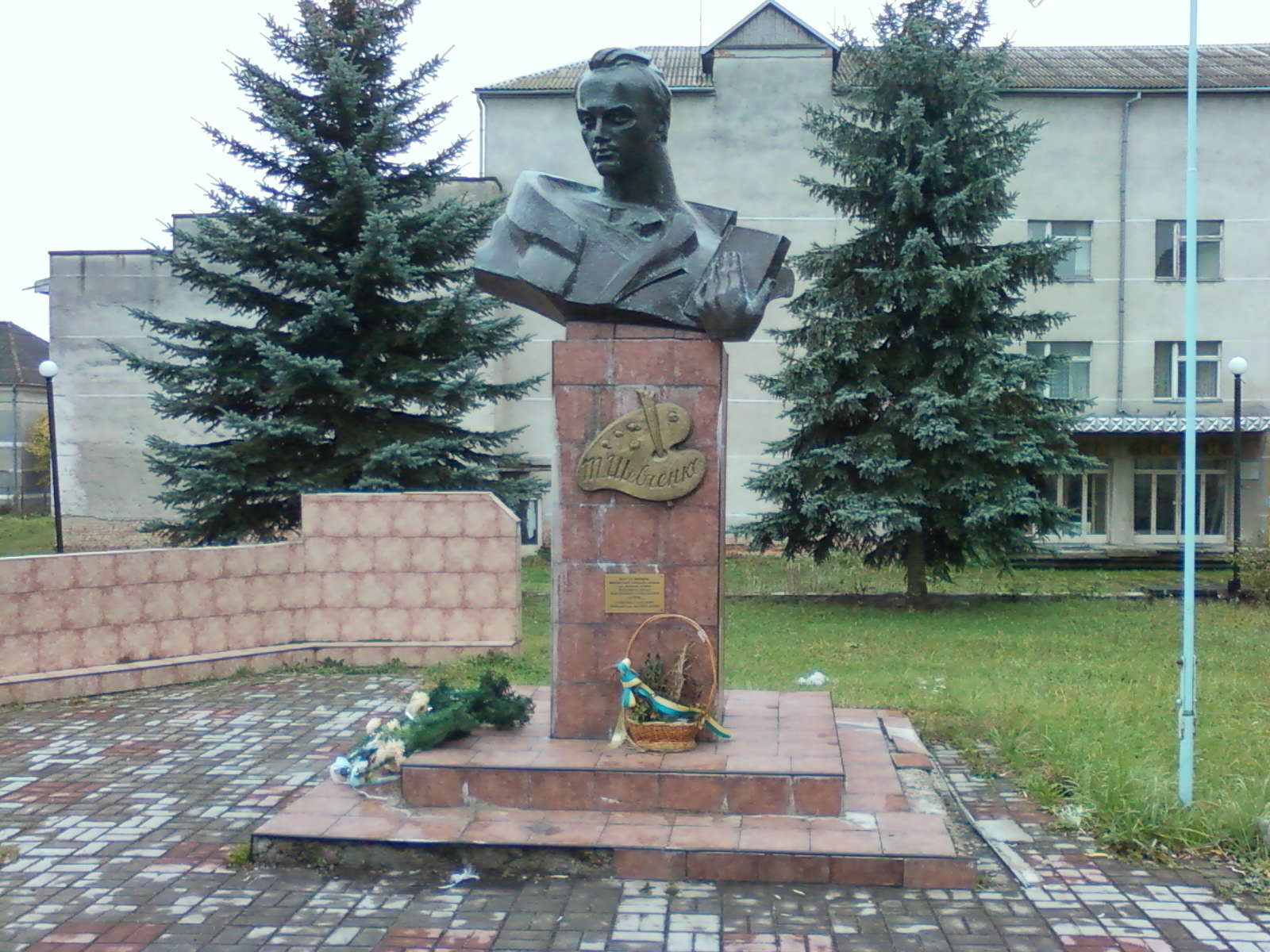
Памятник Тарасу Шевченко
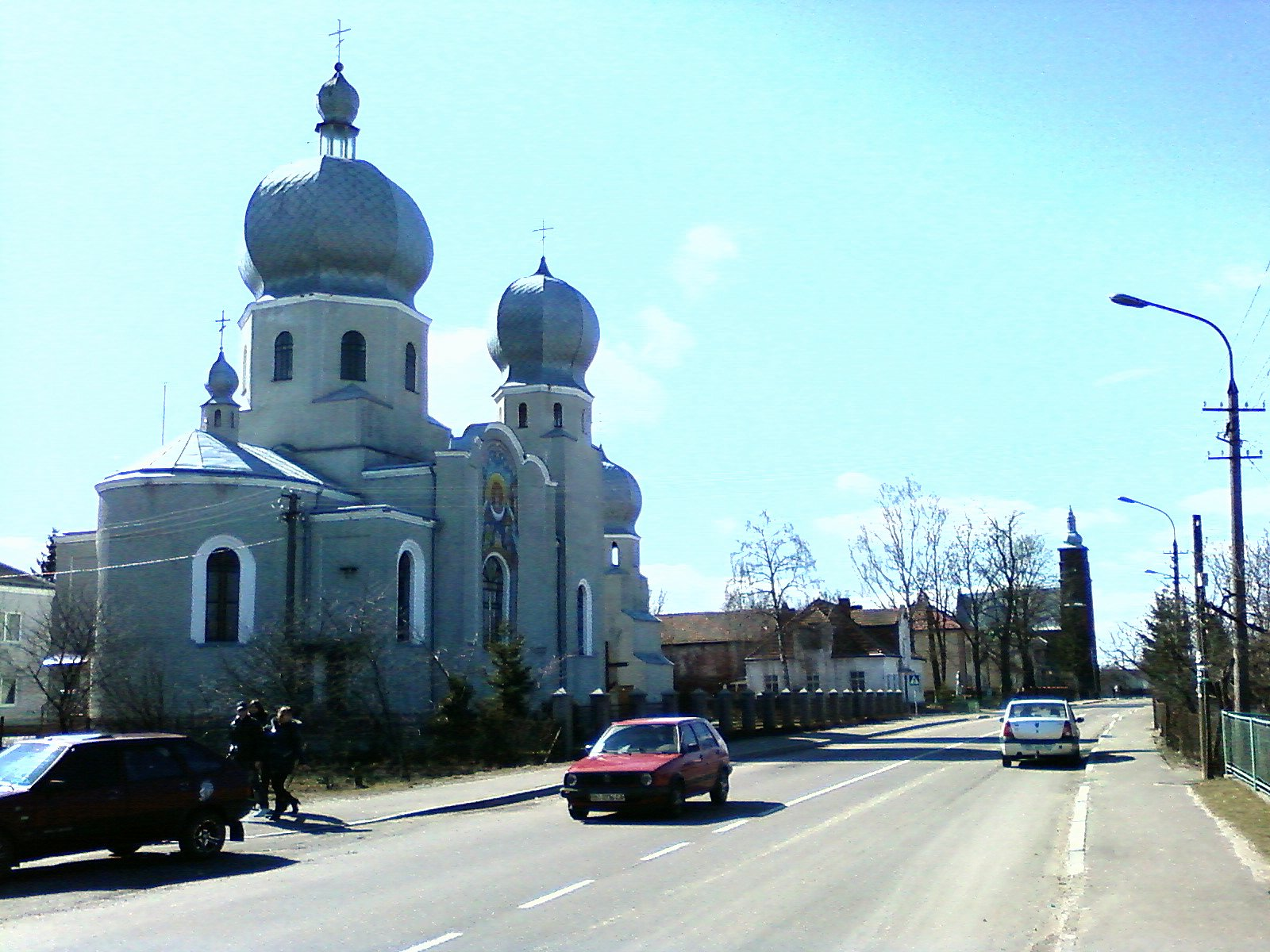
Главная улица

## Транспортное сообщение
Добраться до посёлка можно по железной дороге до станции Любень-Великий (на участке Львов — Самбор) или на маршрутных такси «Львов — Самбор» и «Львов — Великий Любень» от пригородного вокзала города Львова.
 В недалёком прошлом на ст. Любень-Великий останавливались также некоторые пассажирские поезда дальнего следования (Харьков — Трускавец и др.); ныне курсирует лишь поезд местного значения.